# Brasilianska kongressens förtjänstorden
Brasilianska kongressens förtjänstorden (portugisiska: Ordem do Congresso Nacional), är en brasiliansk orden instiftad 1972 av Brasiliens kongress. Den har sex grader och belönas till inhemska och utländska medborgare som har utförts framstående tjänster för nationen. Den skapades genom lagdekret nr. 70 och har en styrelse bestående av elva senatorer och elva medlemmar, som granskar ansökningar om inträde i orden.